# はやぶさ (小惑星)
はやぶさ（はやぶさ、17656 Hayabusa）は小惑星帯の小惑星である。埼玉県のアマチュア天文家、佐藤直人が
1996年に発見した。
日本の小惑星探査機はやぶさに因んで命名された。